# Meteorològica (Aristòtil)
Meteorologica o Meteora és el títol d'un tractat d'Aristòtil que conté les seves teories sobre les ciències de la Terra. Aquestes inclouen unes de les investigacions més primerenques sobre l'evaporació de l'aigua, els fenòmens atmosfèrics i els terratrèmols. L'obra va ser escrita cap a l'any 350 aC.
El principal interès d'aquesta obra d'Aristòtil no rau en les conclusions a què aquest autor arriba sinó en el fet que aquestes són de bon tros equivocades per la manca d'un mètode adient que pogués donar pas a les correctes. Això és típic de la ciència grega d'aquell temps. Els grecs no tenien instruments de precisió i la seva notació matemàtica no era adequada. Feien observacions però no feien experiments. L'obra Meteorològica, que és el producte d'un filòsof de la natura, no és pas feta basant-se en les ciències naturals.